# Ərçiman
Ərçiman è un comune dell'Azerbaigian situato nel distretto di Şamaxı. Conta una popolazione di 587 abitanti.